# Chen Lan
En aquest nom xinès, el cognom és Chen.
Chen Lan (mort el 209 EC) va ser un general militar servint sota el senyor de la guerra Yuan Shu durant el període de la tardana Dinastia Han Oriental de la història xinesa. Chen va ser el comandant en l'atac sobre la Província de Xu. Després que Yuan, sense fonament, es va proclamar a si mateix emperador després d'obtenir el Segell Imperial de Sun Ce, Chen abandonà al seu senyor juntament amb Lei Bo. Lei i Chen llavors es van convertir en brètols errants. Després de la derrota de Yuan Shu, Chen i Lei, ambdós, van tornar a saquejar les restes de les propietats de valor de Yuan Shu.